# Ковтун Сергій Леонтійович
Сергі́й Лео́нтійович Ковтун (нар. 12 липня 1971 — 9 лютого 2015) — молодший сержант Збройних сил України, учасник російсько-української війни.

## Життєпис
Проживав з родиною у місті Бердичів. Мобілізований 2 вересня 2014-го, військовослужбовець 10-го окремого мотопіхотного батальйону 30-ї окремої механізованої бригади.
9 лютого 2015-го загинув під час мінометного обстрілу села Гранітне Волноваського району. Тоді ж полягли Юрій Панасюк та Сергій Фролов, ще 2 вояків зазнали поранень.
12 лютого з Сергієм попрощались у Бердичеві; похований в Бистрику.
Лишились дружина та сини 1992 й 1994 р.н.

## Нагороди
За особисту мужність і самовіддані дії, виявлені у захисті державного суверенітету та територіальної цілісності України, зразкове виконання військового обов'язку нагороджений орденом «За мужність» ІІІ ст. (06.04.2018, посмертно).

## Вшанування
У Бердичеві на будинку, в якому проживав Сергій Ковтун, встановлено меморіальну дошку його честі.